# Periola tomentosa
Periola tomentosa är en svampart som först beskrevs av Elias Fries, och fick sitt nu gällande namn av Elias Fries 1822. Periola tomentosa ingår i släktet Periola, divisionen sporsäcksvampar och riket svampar.   Inga underarter finns listade i Catalogue of Life.